# Мананг (деревня, Непал)
Мана́нг (непальск. मनाङ) — деревня и община в Непале. Находится на высоте 3500 м над уровнем моря в одноименном районе Мананг. По данным Центрального Бюро Статистики правительства Непала в 2001 году население Мананга составляло 1299 человек, проживавших в 227 частных домах.
Жители деревни занимаются земледелием и животноводством, а также работают в туристическом бизнесе — Мананг известен как центр горного туризма.

## География
Мананг расположен в долине реки Марсъянди, текущей с запада на восток вдоль северных склонов горного массива Аннапурна. Ближайшие к Манангу вершины — Аннапурна-III (7555 м) и Гангапурна (7455 м). Менее чем в километре южнее деревни находится небольшое горное озеро, образованное таянием ледника Гангапурны. К северу от Мананга расположен горный массив Дамодар-Гимал, а в 16 км западнее Мананга — пик Тиличо (7134 м) и озеро Тиличо (4919 м).

## Транспорт
В 2012 году открыта автомобильная дорога Бесисахар — Мананг. По состоянию на конец 2015 года участок Бесисахар — Мананг весной и осенью (сезоны с благоприятной сухой погодой) уже доступен для автомобилей повышенной проходимости.
В 6 км восточнее Мананга, в деревне Хумде, находится аэропорт «Мананг», принимающий небольшие самолёты местных авиалиний. В туристический сезон из аэропорта выполняются рейсы в Покхару.

## Туризм
Через Мананг проходит популярный туристский маршрут «Трек вокруг Аннапурны». Многие путешественники останавливаются в Мананге на срок от одного до нескольких дней для акклиматизации к условиям высокогорья. К услугам туристов в деревне имеются гостевые дома (лоджии), несколько магазинов, торгующих туристическим снаряжением и одеждой, кинозал, станция питьевой воды и медицинский центр, специализирующийся на высотной болезни.

## Галерея

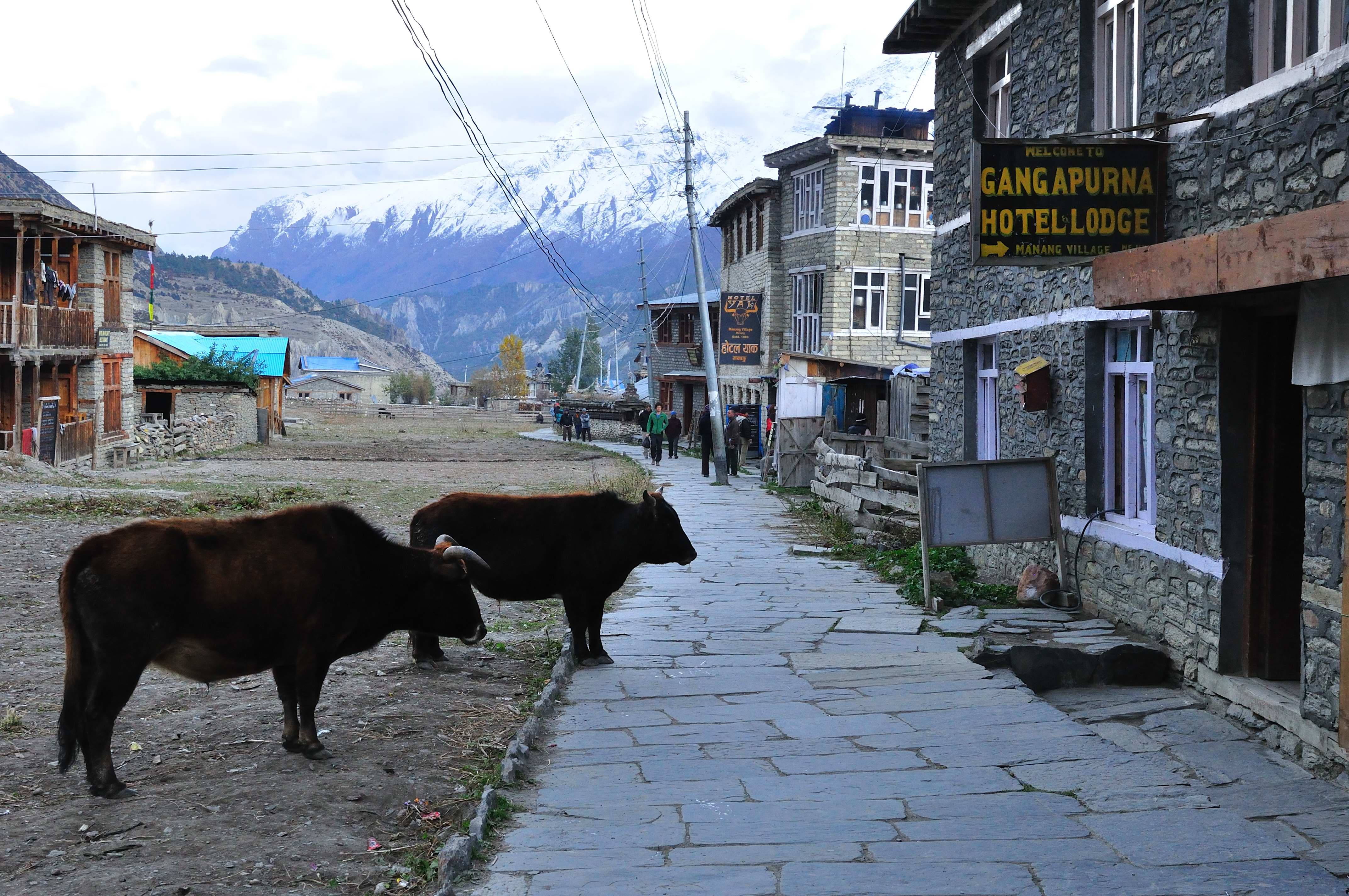
Центральная улица Мананга
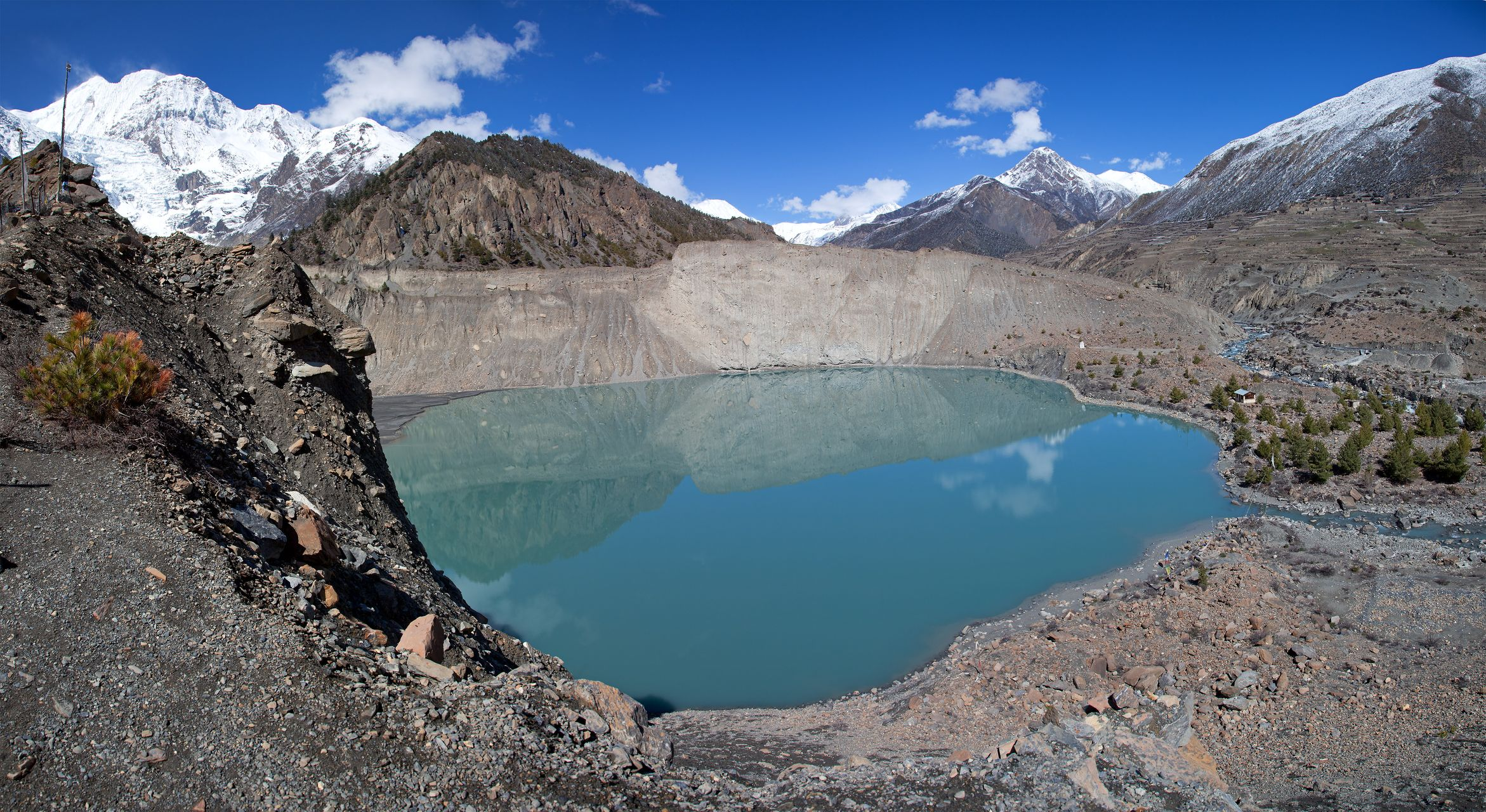
Озеро Гангапурна
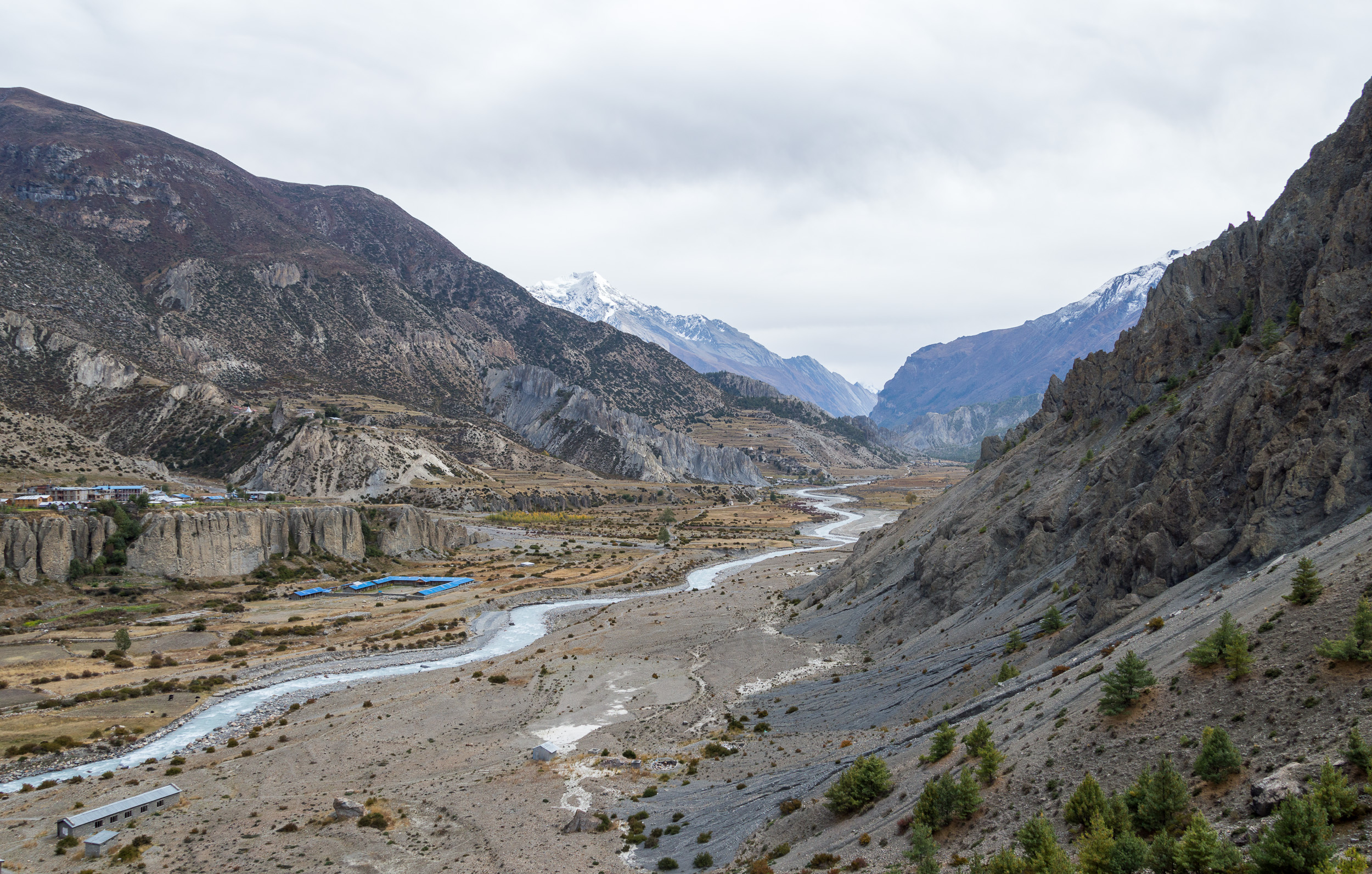
Долина Мананга
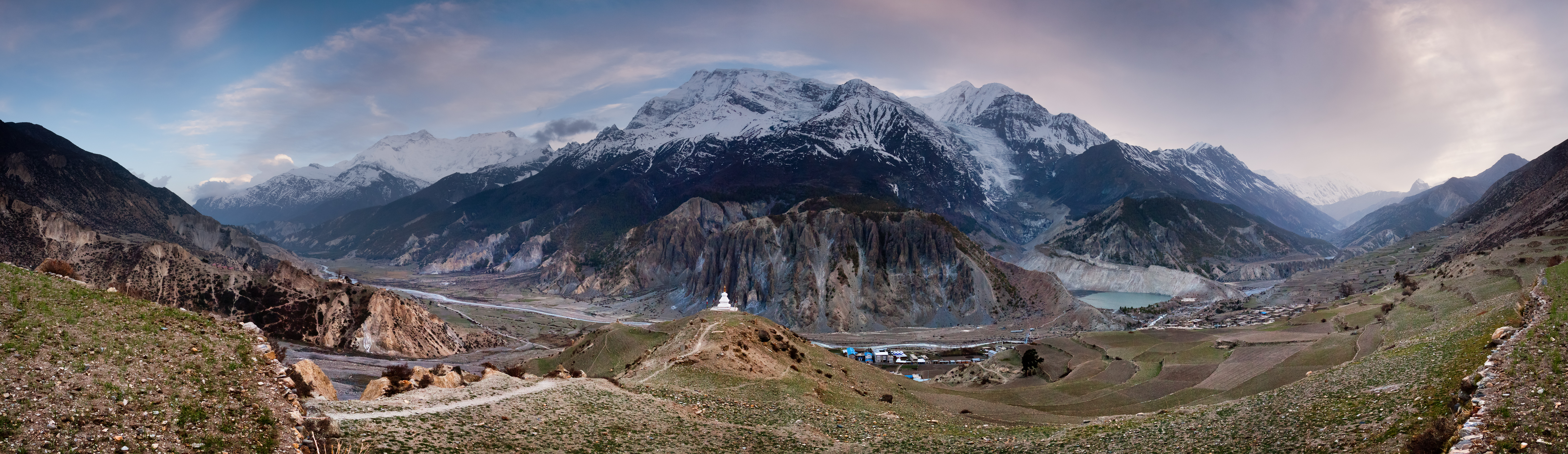
Массив Аннапурна около Мананга